# 致命罗密欧
《致命罗密欧》（英語：Romeo Must Die，又译《罗密欧必死》），是一部2000年的美国动作片，导演安德列·巴柯维亚，为他的处女作执导，由李连杰、阿莉娅、安东尼·安德森、德尔罗伊·林多、艾赛亚·华盛顿、王盛德等人主演。动作指导为元奎。它被认为是李连杰从影以来的一个突破性的角色，也是其继《致命武器4》后第二部荷里活电影。
这部电影的情节类似于莎士比亚的《罗密欧与朱丽叶》，但是没有用后面的名字，且该电影的背景是在加利福尼亚州的奥克兰，但是除去了一些额外的定场镜头，即远景。可这部电影却完全是在加拿大的不列颠哥伦比亚的城市温哥华所拍摄。影片的女主角是首次亮相的R&B歌手阿莉娅。

## 劇情
在美國奧克蘭有兩大黑幫勢力，一是以孫楚為首的三合會，一是以艾薩克.奧戴為首的黑人幫派，即使艾薩克想從黑道轉白，但依然改變不了兩大幫派即將開戰的情勢。
某天，孫楚的兒子孫寶被殺，艾薩克得知消息後一方面向孫楚表明此事與他無關，一方面派遣副手麥克保護他兩個孩子，但是沒多久艾薩克的長子柯林也被殺害。
孫楚的另一個孩子孫漢在香港監獄替父頂罪服刑，孫漢得知弟弟死訊的他立即越獄前往美國，並認識了艾薩克的女兒崔西。隨後孫漢來到父親的家參加弟弟的喪禮，孫漢向父親追問弟弟的死因無果後打算自行調查。孫漢來到弟弟的住所調查到弟弟生前曾經打電話到崔西經營的店家，詢問崔西後她推測這通電話應該是打給哥哥柯林的，因為哥哥時常使用店裡電話。而先前柯林與父親碰面時告知孫寶曾經打給他有事商量，但是沒碰面孫寶與柯林先後被殺害，傷心欲絕的崔西決定與孫漢合作找兇手。
孫漢在孫寶的隨身拐杖裡面發現一張滿是地址的紙條，於是與崔西到各個地址查訪，有些地址的店面不是突然店主搬遷就是店主被謀害，其中一個地址是華裔幫派的據點，孫漢與崔西抵達後發現全員被殺，而殺手在撤離時發現兩人後也開始追殺兩人，孫漢與崔西制伏殺手後發現到對方是華裔，於是孫漢把結果告知父親，孫楚卻對調查感到不以為然，反而要他小心崔西。
孫漢與崔西來到最後的地址，而地主是賭場老闆希克，希克講明幕後黑手其實是麥克，麥克瞞著艾薩克逼迫一些店面的老闆販賣土地或是搬遷，唯獨希克不願意搬遷或是販賣土地，而崔西對此事一無所知，隨後希克被突然到來的麥克殺害，而崔西則被麥克擄走，留下孫漢讓手下莫里斯看管。麥克脅持崔西來到艾薩克面前並表明他與孫楚合謀，雙方達成共識將不願合作的店家全部殺害，因他不滿艾薩克洗白而謀劃奪權，殺害柯林的兇手其實正是麥克，讓怒不可遏的艾薩克攻擊麥克，麥克持槍打傷艾薩克後逃之夭夭，而孫漢制服莫里斯等打手後趕來救崔西時也從麥克口中得知孫寶其實是自家人殺害的，孫楚想併吞所有華人幫派的勢力因此殺害不少幫主，孫寶知道太多才被滅口，然後在麥克要槍殺孫漢時被崔西射殺。孫漢知道真兇是父親後來到孫楚的家與父親對峙，表示雖然他不會殺父親替弟弟復仇，同時不會再替他坐牢，而讓華人幫派與警察來處理。孫楚知道大勢已去後舉槍自殺。最後孫漢與趕來的崔西一起離開。